# Pârlagele, Mehedinți
Pârlagele este un sat în comuna Bâlvănești din județul Mehedinți, Oltenia, România.